# Nam Sumatera
Nam Sumatera hay Nam Sumatra (tiếng Indonesia: Sumatera Selatan) là một tỉnh của Indonesia ở phía Nam đảo Sumatra, giáp với các tỉnh Lampung về phía Nam, Bengkulu về phía Tây và Jambi về phía Bắc. Ngoài khơi phía Đông là các đảo Bangka và Belitung, được tách khỏi tỉnh Nam Sumatera để lập thành tỉnh mới Bangka-Belitung năm 2000. Thủ phủ của tỉnh Nam Sumatera là Palembang, một thành phố nổi tiếng vì từng là kinh đô của vương quốc Srivijaya. Trầm tích than đá tại Nam Sumatra vào khoảng 22,24 tỷ tấn, chiếm 48,45% tổng trữ lượng toàn quốc. Ngoài ra tỉnh cũng có trữ lượng lớn về khí thiên nhiên.

## Lịch sử
Tỉnh Nam Sumatra từ thế kỷ trước còn được gọi là Srivijaya vì từ thế kỷ thứ 7 cho đến thế kỷ thứ 12 khu vực này là trung tâm của vương quốc Srivijaya. Đây là vương quốc hàng hải lớn nhất và mạnh nhất trong quần đảo. Tiếng vang và ảnh hưởng của nó thậm chí đến đảo Madagascar tại châu Phi. Kể từ thế kỷ 13 cho đến thế kỷ 14, khu vực này nằm dưới sự cai trị của Majapahit. Tuy nhiên, khu vực này đã trở thành những vùng đất vô chính phủ và nạn cướp biển hoành hành, đặc biệt là từ Trung Quốc. Theo một số nghiên cứu, vương quốc Srivijaya được thành lập vào ngày 17 tháng 6, 683. Ngày này sau đó đã trở thành một ngày kỷ niệm hàng năm tại Palembang.
Tỉnh Nam Sumatra được chia ra 11 huyện và 4 thành phố:
| Thứ tự | Huyện/Thành phố           | Huyện lị          |
| ------ | ------------------------- | ----------------- |
| 1      | Banyuasin                 | Pangkalan Balai   |
| 2      | Empat Lawang              | Tebing Tinggi     |
| 3      | Lahat                     | Lahat             |
| 4      | Muara Enim                | Muara Enim        |
| 5      | Musi Banyuasin            | Sekayu            |
| 6      | Musi Rawas                | Muara Beliti Baru |
| 7      | Ogan Ilir                 | Indralaya         |
| 8      | Ogan Komering Ilir        | Kota Kayu Agung   |
| 9      | Ogan Komering Ulu         | Baturaja          |
| 10     | Ogan Komering Ulu Selatan | Muaradua          |
| 11     | Ogan Komering Ulu Timur   | Martapura         |
| 12     | TP Lubuklinggau           | -                 |
| 13     | TP Pagar Alam             | -                 |
| 14     | TP Palembang              | -                 |
| 15     | TP Prabumulih             | -                 |